# Richard Kingson
Richard Paul Franck Kingson, född 13 juni 1978 i Accra, är en ghanansk före detta fotbollsmålvakt.
Kingson har spelat 90 landskamper för Ghana och var bland annat förstemålvakt för landet vid VM 2006 i Tyskland.
Han spelade från den 30 mars 2007 till 1 juni 2007 för Hammarby IF där han var på lån.
Han har också ett turkiskt medborgarskap samt ett turkiskt namn, Faruk Gürsoy. Hans namn blir sporadiskt felstavat till Kingston, ett problem som uppstod efter att hans bror Laryea, som även han är landslagsspelare för Ghana, fick ett pass där det stod Kingston.